# العلاقات العراقية السنغافورية
العلاقات العراقية السنغافورية هي العلاقات الثنائية التي تجمع بين العراق وسنغافورة.

## مقارنة بين البلدين
هذه مقارنة عامة ومرجعية للدولتين:
| وجه المقارنة                                              | العراق                       | سنغافورة                                                             |
| --------------------------------------------------------- | ---------------------------- | -------------------------------------------------------------------- |
| المساحة (كم2)                                             | 437.07 ألف                   | 719                                                                  |
| عدد السكان (نسمة)                                         | 38.27 مليون                  | 5.89 مليون                                                           |
| الكثافة السكانية (ن./كم²)                                 | 87.56                        | 819.19 ألف                                                           |
| العاصمة                                                   | بغداد                        | سنغافورة                                                             |
| اللغة الرسمية                                             | اللغة العربية، اللغة الكردية | لغة إنجليزية، اللغة الملايو، اللغة الصينية القياسية، اللغة التاميلية |
| العملة                                                    | دينار عراقي                  | دولار سنغافوري                                                       |
| الناتج المحلي الإجمالي (بليون دولار)                      | 197.72 مليار                 | 323.91 مليار                                                         |
| الناتج المحلي الإجمالي (تعادل القوة الشرائية) بليون دولار | 560.73 مليار                 | 472.59 مليار                                                         |
| الناتج المحلي الإجمالي الاسمي للفرد دولار أمريكي          | 4.94 ألف                     | 52.89 ألف                                                            |
| الناتج المحلي الإجمالي للفرد دولار أمريكي                 | 15.06 ألف                    | 82.76 ألف                                                            |
| مؤشر التنمية البشرية                                      | 0.654                        | 0.925                                                                |
| رمز المكالمات الدولي                                      | +964                         | +65                                                                  |
| رمز الإنترنت                                              | .iq                          | .sg                                                                  |
| المنطقة الزمنية                                           | ت ع م+03:00، ت ع م+04:00     | ت ع م+08:00، توقيت سنغافورة المنسق ‏                                  |

## منظمات دولية مشتركة
يشترك البلدان في عضوية مجموعة من المنظمات الدولية، منها:
| علم المنظمة | اسم المنظمة                        | تاريخ انضمام العراق | تاريخ انضمام سنغافورة |
| ----------- | ---------------------------------- | ------------------- | --------------------- |
|             | مؤسسة التنمية الدولية              | 29 ديسمبر 1960      | 27 سبتمبر 2002        |
|             | يونسكو                             | 21 أكتوبر 1948      | 8 أكتوبر 2007         |
|             | وكالة ضمان الاستثمار متعدد الأطراف | 6 أكتوبر 2008       | 24 فبراير 1998        |
|             | الأمم المتحدة                      | 21 ديسمبر 1945      | 21 سبتمبر 1965        |
|             | الاتحاد البريدي العالمي            | ?                   | ?                     |
|             | البنك الدولي للإنشاء والتعمير      | 27 ديسمبر 1945      | 3 أغسطس 1966          |
|             | الاتحاد الدولي للاتصالات           | 12 نوفمبر 1928      | 22 أكتوبر 1965        |
|             | منظمة حظر الأسلحة الكيميائية       | ?                   | ?                     |
|             | مؤسسة التمويل الدولية              | 27 ديسمبر 1956      | 4 سبتمبر 1968         |
|             | منظمة الشرطة الجنائية الدولية      | ?                   | ?                     |

## وصلات خارجية
- موقع وزارة الخارجية العراقية
- موقع وزارة الخارجية السنغافورية